# Campeonato de Primera B Nacional 2002-03
El Campeonato de Primera B Nacional 2002-03 fue la decimoséptima temporada disputada de la categoría. Este certamen inauguró la nueva etapa de torneos Apertura y Clausura jugados en fases sucesivas por todos los equipos, que finalizaron en la temporada 2006-07.
Se incorporaron Argentinos Juniors y Belgrano (descendidos de Primera División); Deportivo Español (campeón de la Primera B Metropolitana) y la CAI (campeón del Torneo Argentino A).
El primer ascenso fue para Atlético de Rafaela, que se coronó tanto en el Torneo Apertura como en el Clausura. El segundo ascenso fue obtenido por Quilmes.

## Ascensos y descensos
| Torneo          | Descendidos de la Primera B Nacional 2001-02 |
| --------------- | -------------------------------------------- |
| Argentino A     | Atlético Tucumán                             |
| Argentino A     | Independiente Rivadavia                      |
| Argentino A     | Racing (C)                                   |
| Argentino A     | Villa Mitre                                  |
| B Metropolitana | Central Córdoba (R)                          |
| B Metropolitana | Platense                                     |
| B Metropolitana | Tigre                                        |

| Torneo          | Ascendidos a la B Nacional 2002-03 |
| --------------- | ---------------------------------- |
| Argentino A     | CAI                                |
| B Metropolitana | Deportivo Español                  |

| Pos.      | Ascendidos a la Primera División 2002-03 |
| --------- | ---------------------------------------- |
| 1.º       | Olimpo                                   |
| Gan. Red. | Arsenal                                  |

| Prom. | Descendidos de la Primera División 2001-02 |
| ----- | ------------------------------------------ |
| 19.º  | Argentinos Juniors                         |
| 20.º  | Belgrano                                   |

- De esta manera, el número de equipos se redujo a 20.

## Equipos
| Equipo                 | Ciudad                 | Estadio                           | Capacidad |
| ---------------------- | ---------------------- | --------------------------------- | --------- |
| Almagro                | José Ingenieros        | Tres de Febrero                   | 19 000    |
| Almirante Brown        | Arrecifes              | Municipal de Arrecifes            | 12 000    |
| Argentinos Juniors     | Buenos Aires           | Diego Armando Maradona            | 24 380    |
| Atlético de Rafaela    | Rafaela                | Nuevo Monumental                  | 26 660    |
| Belgrano               | Córdoba                | Mario Alberto Kempes              | 57 000    |
| CAI                    | Comodoro Rivadavia     | Municipal de Comodoro Rivadavia   | 12 000    |
| Defensa y Justicia     | Florencio Varela       | Norberto "Tito" Tomaghello        | 12 000    |
| Defensores de Belgrano | Buenos Aires           | Juan Pasquale                     | 10 000    |
| Deportivo Español      | Buenos Aires           | Nueva España                      | 32 500    |
| El Porvenir            | Gerli                  | Enrique De Roberts                | 14 000    |
| Gimnasia y Esgrima     | Concepción del Uruguay | Manuel y Ramón Núñez              | 9000      |
| Gimnasia y Esgrima     | San Salvador de Jujuy  | 23 de Agosto                      | 23 000    |
| Godoy Cruz             | Godoy Cruz             | Malvinas Argentinas               | 40 270    |
| Huracán                | Tres Arroyos           | Roberto Lorenzo Bottino           | 10 000    |
| Instituto              | Córdoba                | Juan Domingo Perón                | 32 000    |
| Juventud Antoniana     | Salta                  | Fray Honorato Pistoia             | 12 000    |
| Los Andes              | Lomas de Zamora        | Eduardo Gallardón                 | 36 942    |
| Quilmes                | Quilmes                | Centenario Dr. José Luis Meiszner | 30 200    |
| San Martín             | General San Martín     | General José de San Martín        | 8782      |
| San Martín             | San Juan               | Ingeniero Hilario Sánchez         | 19 500    |

### Distribución geográfica de los equipos
| Región                                   | Cant. | Equipos                                                        |
| ---------------------------------------- | ----- | -------------------------------------------------------------- |
| conurbano bonaerense                     | 5     | Almagro, Defensa y Justicia, El Porvenir, Los Andes y Quilmes  |
| Ciudad de Buenos Aires                   | 3     | Argentinos Juniors, Defensores de Belgrano y Deportivo Español |
| Interior de la provincia de Buenos Aires | 2     | Almirante Brown (A) y Huracán (TA)                             |
| Córdoba                                  | 2     | Belgrano e Instituto                                           |
| Mendoza                                  | 2     | Godoy Cruz y San Martín (M)                                    |
| Chubut                                   | 1     | CAI                                                            |
| Entre Ríos                               | 1     | Gimnasia y Esgrima (CdU)                                       |
| Jujuy                                    | 1     | Gimnasia y Esgrima (J)                                         |
| Salta                                    | 1     | Juventud Antoniana                                             |
| San Juan                                 | 1     | San Martín (SJ)                                                |
| Santa Fe                                 | 1     | Atlético de Rafaela                                            |

## Formato

### Competición
Se disputaron dos torneos llamados Apertura y Clausura. En cada uno de ellos, los 20 equipos se enfrentaron todos contra todos. Ambos se jugaron a una sola rueda. Los partidos disputados en el Torneo Clausura representaron los desquites de los del Torneo Apertura, invirtiendo la localía. Si el ganador de ambas fases fuera el mismo equipo, sería el campeón. En cambio, si los ganadores del Apertura y el Clausura fueran dos equipos distintos disputarían una final a dos partidos para determinarlo.

### Ascenso
El ganador del Apertura y el Clausura fue el mismo equipo, con lo cual se consagró campeón y obtuvo el ascenso a la Primera División. Por esta razón, los equipos ubicados en el 2° y el 3° puesto de la tabla de posiciones general disputaron una final cuyo ganador también obtuvo el ascenso, mientras que el perdedor disputó una Promoción ante el equipo ubicado en el 18.º lugar de la tabla de promedios de la Primera División. A su vez, el equipo que finalizó en el 4° lugar de esa misma tabla disputó la otra Promoción contra el 17º de la tabla de promedios de la máxima categoría.

### Descenso
Se decidió mediante dos tablas de promedios de puntos obtenidos en las últimas 3 temporadas, una por cada afiliación. El último de cada tabla descendió a su categoría de origen, mientras que el anteúltimo disputó la Promoción con un equipo de esa categoría.

## Torneo Apertura
| Pos | Equipo                   | Pts | PJ | PG | PE | PP | GF | GC | Dif |
| --- | ------------------------ | --- | -- | -- | -- | -- | -- | -- | --- |
| 1   | Atlético de Rafaela      | 38  | 19 | 11 | 5  | 3  | 28 | 16 | 12  |
| 2   | Argentinos Juniors       | 36  | 19 | 10 | 6  | 3  | 29 | 15 | 14  |
| 3   | Quilmes                  | 33  | 19 | 9  | 6  | 4  | 34 | 17 | 17  |
| 4   | Instituto                | 32  | 19 | 9  | 5  | 5  | 29 | 17 | 12  |
| 5   | Defensa y Justicia       | 31  | 19 | 9  | 4  | 6  | 28 | 21 | 7   |
| 6   | San Martín (M)           | 29  | 19 | 8  | 5  | 6  | 24 | 16 | 8   |
| 7   | Juventud Antoniana       | 29  | 19 | 8  | 5  | 6  | 20 | 22 | -2  |
| 8   | Huracán (TA)             | 27  | 19 | 7  | 6  | 6  | 26 | 23 | 3   |
| 9   | Almagro                  | 27  | 19 | 6  | 9  | 4  | 19 | 23 | -4  |
| 10  | Godoy Cruz               | 26  | 19 | 7  | 5  | 7  | 30 | 28 | 2   |
| 11  | Gimnasia y Esgrima (J)   | 26  | 19 | 8  | 2  | 9  | 23 | 21 | 2   |
| 12  | Deportivo Español        | 24  | 19 | 6  | 6  | 7  | 19 | 29 | -10 |
| 13  | El Porvenir              | 23  | 19 | 5  | 8  | 6  | 17 | 22 | -5  |
| 14  | Los Andes                | 22  | 19 | 5  | 7  | 7  | 25 | 28 | -3  |
| 15  | CAI                      | 22  | 19 | 6  | 4  | 9  | 16 | 27 | -11 |
| 16  | Defensores de Belgrano   | 21  | 19 | 5  | 6  | 8  | 16 | 17 | -1  |
| 17  | Belgrano                 | 21  | 19 | 5  | 6  | 8  | 20 | 25 | -5  |
| 18  | Gimnasia y Esgrima (CdU) | 18  | 19 | 4  | 6  | 9  | 25 | 31 | -6  |
| 19  | San Martín (SJ)          | 18  | 19 | 4  | 6  | 9  | 17 | 25 | -8  |
| 20  | Almirante Brown (A)      | 12  | 19 | 3  | 3  | 13 | 17 | 39 | -22 |

## Torneo Clausura
| Pos | Equipo                   | Pts | PJ | PG | PE | PP | GF | GC | Dif |
| --- | ------------------------ | --- | -- | -- | -- | -- | -- | -- | --- |
| 1   | Atlético de Rafaela      | 39  | 19 | 11 | 6  | 2  | 35 | 26 | 9   |
| 2   | Argentinos Juniors       | 38  | 19 | 11 | 5  | 3  | 30 | 11 | 19  |
| 3   | San Martín (M)           | 33  | 19 | 9  | 6  | 4  | 27 | 20 | 7   |
| 4   | Godoy Cruz               | 32  | 19 | 9  | 5  | 5  | 31 | 19 | 12  |
| 5   | Almagro                  | 32  | 19 | 9  | 5  | 5  | 31 | 22 | 9   |
| 6   | Belgrano                 | 31  | 19 | 8  | 7  | 4  | 21 | 15 | 6   |
| 7   | Quilmes                  | 31  | 19 | 8  | 7  | 4  | 28 | 23 | 5   |
| 8   | Huracán (TA)             | 28  | 19 | 9  | 1  | 9  | 30 | 23 | 7   |
| 9   | Defensores de Belgrano   | 28  | 19 | 8  | 4  | 7  | 28 | 26 | 2   |
| 10  | Instituto                | 28  | 19 | 6  | 10 | 3  | 20 | 20 | 0   |
| 11  | Defensa y Justicia       | 24  | 19 | 6  | 6  | 7  | 19 | 21 | -2  |
| 12  | Juventud Antoniana       | 24  | 19 | 6  | 6  | 7  | 16 | 18 | -2  |
| 13  | Club Atlético Los Andes  | 23  | 19 | 5  | 8  | 6  | 25 | 30 | -5  |
| 14  | CAI                      | 23  | 19 | 7  | 2  | 10 | 24 | 33 | -9  |
| 15  | Gimnasia y Esgrima (J)   | 22  | 19 | 5  | 7  | 7  | 19 | 26 | -7  |
| 16  | Almirante Brown (A)      | 21  | 19 | 6  | 3  | 10 | 25 | 33 | -8  |
| 17  | El Porvenir              | 19  | 19 | 5  | 4  | 10 | 21 | 28 | -7  |
| 18  | San Martín (SJ)          | 18  | 19 | 4  | 6  | 9  | 18 | 23 | -5  |
| 19  | Gimnasia y Esgrima (CdU) | 15  | 19 | 3  | 6  | 10 | 26 | 41 | -15 |
| 20  | Deportivo Español        | 7   | 19 | 1  | 4  | 14 | 18 | 34 | -16 |

## Clasificación General
| Pos  | Equipo                   | Pts | PJ | PG | PE | PP | GF | GC | Dif |
| ---- | ------------------------ | --- | -- | -- | -- | -- | -- | -- | --- |
| 1.º  | Atlético de Rafaela      | 77  | 38 | 22 | 11 | 5  | 63 | 42 | 21  |
| 2.º  | Argentinos Juniors       | 74  | 38 | 21 | 11 | 6  | 59 | 26 | 33  |
| 3.º  | Quilmes                  | 64  | 38 | 17 | 13 | 8  | 62 | 40 | 22  |
| 4.º  | San Martín (M)           | 62  | 38 | 17 | 11 | 10 | 51 | 36 | 15  |
| 5.º  | Instituto                | 60  | 38 | 15 | 15 | 8  | 49 | 37 | 12  |
| 6.º  | Almagro                  | 59  | 38 | 15 | 14 | 9  | 50 | 45 | 5   |
| 7.º  | Godoy Cruz               | 58  | 38 | 16 | 10 | 12 | 61 | 47 | 14  |
| 8.º  | Huracán (TA)             | 55  | 38 | 16 | 7  | 15 | 56 | 46 | 10  |
| 9.º  | Defensa y Justicia       | 55  | 38 | 15 | 10 | 13 | 47 | 42 | 5   |
| 10.º | Juventud Antoniana       | 53  | 38 | 14 | 11 | 13 | 36 | 40 | -4  |
| 11.º | Belgrano                 | 52  | 38 | 13 | 13 | 12 | 41 | 40 | 1   |
| 12.º | Defensores de Belgrano   | 49  | 38 | 13 | 10 | 15 | 44 | 43 | 1   |
| 13.º | Gimnasia y Esgrima (J)   | 48  | 38 | 13 | 9  | 16 | 42 | 47 | -5  |
| 14.º | Los Andes                | 45  | 38 | 10 | 15 | 13 | 50 | 58 | -8  |
| 15.º | CAI                      | 45  | 38 | 13 | 6  | 19 | 40 | 60 | -20 |
| 16.º | El Porvenir              | 42  | 38 | 10 | 12 | 16 | 38 | 50 | -12 |
| 17.º | San Martín (SJ)          | 36  | 38 | 8  | 12 | 18 | 35 | 48 | -13 |
| 18.º | Gimnasia y Esgrima (CdU) | 33  | 38 | 7  | 12 | 19 | 51 | 72 | -21 |
| 19.º | Almirante Brown (A)      | 33  | 38 | 9  | 6  | 23 | 42 | 72 | -30 |
| 20.º | Deportivo Español        | 31  | 38 | 7  | 10 | 21 | 37 | 63 | -26 |

|  |                                                                               |
|  | Ascendió a Primera División tras consagrarse en el Apertura y en el Clausura. |
|  | Clasificado al partido por el segundo ascenso directo.                        |
|  | Clasificado a un lugar en la promoción a Primera División.                    |

## Resultados
| Ap. | N.º 1                          | Cl.. |
| 1-1 | Almagro-Gimnasia (ER)          | 4-4  |
| 1-0 | Instituto-Gimnasia (J)         | 0-0  |
| 1-1 | Quilmes-Godoy Cruz             | 1-1  |
| 2-2 | Los Andes-Atl.de Rafaela       | 2-4  |
| 3-0 | Juv. Antoniana-Belgrano (Cba)  | 0-2  |
| 4-0 | San Martín (M)-Defensa y Just. | 2-2  |
| 1-1 | Huracán (TA)-El Porvenir       | 1-1  |
| 1-0 | CAI-Def. de Belgrano           | 2-4  |
| 2-0 | Argentinos Jrs.-Alm. Brown (A) | 1-1  |
| 1-1 | San Martín (SJ)-Dep. Español   | 2-1  |

| Ap. | N.º 4                          | Cl. |
| 1-1 | Belgrano (Cba)-Argentinos Jrs. | 0-5 |
| 1-1 | Def. de Belgrano-Almagro       | 4-0 |
| 2-0 | Dep. Español-Instituto         | 1-2 |
| 1-0 | Alm. Brown (A)-San Martín (M)  | 0-2 |
| 2-0 | Godoy Cruz-San Martín (SJ)     | 2-0 |
| 3-0 | Quilmes-Los Andes              | 0-1 |
| 0-1 | Gimnasia (ER)-Atl.de Rafaela   | 1-3 |
| 2-0 | Huracán (TA)-Juv. Antoniana    | 5-0 |
| 0-1 | Gimnasia (J)-Defensa y Just.   | 2-3 |
| 0-0 | El Porvenir-CAI                | 3-5 |

| Ap. | N.º 7                           | Cl. |
| 1-0 | San Martín (SJ)-Quilmes         | 3-0 |
| 0-0 | Los Andes-Gimnasia (ER)         | 3-4 |
| 3-0 | Instituto-Godoy Cruz            | 3-4 |
| 0-0 | Almagro-El Porvenir             | 1-1 |
| 0-0 | Argentinos Jrs.-Huracán (TA)    | 1-1 |
| 3-1 | Atl.de Rafaela-Def. de Belgrano | 6-2 |
| 0-1 | CAI-Juv. Antoniana              | 0-2 |
| 2-1 | San Martín (M)-Belgrano (Cba)   | 0-0 |
| 3-0 | Gimnasia (J)-Alm. Brown (A)     | 6-1 |
| 0-1 | Defensa y Just.-Dep. Español    | 2-2 |

| Ap. | N.º 10                         | Cl. |
| 1-3 | Godoy Cruz-Defensa y Just.     | 2-2 |
| 3-1 | Huracán (TA)-San Martín (M)    | 1-2 |
| 0-3 | CAI-Argentinos Jrs.            | 0-1 |
| 0-0 | El Porvenir-Atl.de Rafaela     | 2-3 |
| 3-1 | Dep. Español-Alm. Brown (A)    | 1-2 |
| 0-3 | Quilmes-Instituto              | 1-1 |
| 2-1 | Belgrano (Cba)-Gimnasia (J)    | 0-0 |
| 2-1 | Juv. Antoniana-Almagro         | 0-1 |
| 2-1 | San Martín (SJ)-Los Andes      | 2-2 |
| 0-0 | Def. de Belgrano-Gimnasia (ER) | 2-0 |

| Ap. | Nº13                          | Cl. |
| 2-0 | Atl.de Rafaela-Juv. Antoniana | 1-0 |
| 2-1 | Instituto-San Martín (SJ)     | 0-0 |
| 3-0 | Gimnasia (J)-Huracán (TA)     | 1-4 |
| 1-1 | Los Andes-Def. de Belgrano    | 1-0 |
| 0-0 | Dep. Español-Belgrano (Cba)   | 0-1 |
| 3-5 | Alm. Brown (A)-Godoy Cruz     | 1-3 |
| 1-1 | Defensa y Just.-Quilmes       | 1-2 |
| 0-1 | Gimnasia (ER)-El Porvenir     | 1-1 |
| 2-0 | San Martín (M)-CAI            | 1-3 |
| 0-0 | Almagro-Argentinos Jrs.       | 0-2 |

| Ap. | Nº16                            | Cl. |
| 0-0 | Instituto-Los Andes             | 0-1 |
| 2-2 | Godoy Cruz-Belgrano (Cba)       | 2-0 |
| 1-0 | Almagro-San Martín (M)          | 0-1 |
| 2-1 | El Porvenir-Def. de Belgrano    | 0-1 |
| 1-2 | Argentinos Jrs.-Atl.de Rafaela  | 0-0 |
| 1-2 | CAI-Gimnasia (J)                | 2-2 |
| 4-2 | Juv. Antoniana-Gimnasia (ER)    | 1-0 |
| 2-0 | San Martín (SJ)-Defensa y Just. | 0-1 |
| 2-1 | Huracán (TA)-Dep. Español       | 4-2 |
| 2-0 | Quilmes-Alm. Brown (A)          | 3-1 |

| Ap. | Nº19                            | Cl. |
| 0-0 | Def. de Belgrano-Juv. Antoniana | 0-0 |
| 0-1 | Gimnasia (J)-Almagro            | 1-3 |
| 2-1 | Godoy Cruz-Huracán (TA)         | 2-1 |
| 1-4 | Alm. Brown (A)-San Martín (SJ)  | 0-2 |
| 1-2 | Gimnasia (ER)-Argentinos Jrs.   | 0-2 |
| 1-0 | Defensa y Just.-Instituto       | 1-2 |
| 2-0 | Atl.de Rafaela-San Martín (M)   | 3-2 |
| 3-1 | Los Andes-El Porvenir           | 1-0 |
| 0-1 | Belgrano (Cba)-Quilmes          | 0-0 |
| 1-1 | Dep. Español-CAI                | 0-1 |

| Ap. | N.º 2                            | Cl. |
| 0-0 | Gimnasia (ER)-Instituto          | 1-1 |
| 1-1 | Belgrano (Cba)-CAI               | 1-2 |
| 0-1 | El Porvenir-Quilmes              | 2-3 |
| 1-0 | Godoy Cruz-Juv. Antoniana        | 0-0 |
| 3-1 | Defensa y Just.-Atl.de Rafaela   | 0-1 |
| 1-0 | Dep. Español-Argentinos Jrs.     | 1-3 |
| 2-2 | Alm. Brown (A)-Almagro           | 0-1 |
| 2-1 | Huracán (TA)-Los Andes           | 5-3 |
| 0-0 | Gimnasia (J)-San Martín (M)      | 0-2 |
| 3-0 | Def. de Belgrano-San Martín (SJ) | 3-3 |

| Ap. | N.º 5                         | Cl. |
| 2-1 | Juv. Antoniana-Quilmes        | 2-2 |
| 4-2 | Defensa y Just.-Gimnasia (ER) | 2-1 |
| 1-0 | Instituto-Def. de Belgrano    | 2-2 |
| 3-0 | Almagro-Belgrano (Cba)        | 0-1 |
| 2-1 | Argentinos Jrs.-Godoy Cruz    | 1-0 |
| 4-1 | San Martín (M)-Dep. Español   | 1-0 |
| 1-2 | San Martín (SJ)-El Porvenir   | 1-3 |
| 2-0 | Atl.de Rafaela-Alm. Brown (A) | 2-0 |
| 1-0 | CAI-Huracán (TA)              | 1-3 |
| 3-1 | Los Andes-Gimnasia (J)        | 1-1 |

| Ap. | N.º 8                            | Cl. |
| 1-1 | Huracán (TA)-Almagro             | 0-1 |
| 0-1 | Def. de Belgrano-Defensa y Just. | 1-0 |
| 0-2 | Dep. Español-Gimnasia (J)        | 0-1 |
| 1-0 | Alm. Brown (A)-Gimnasia (ER)     | 2-2 |
| 0-0 | Quilmes-Argentinos Jrs.          | 0-0 |
| 1-2 | Belgrano (Cba)-Atl.de Rafaela    | 1-1 |
| 2-0 | CAI-Los Andes                    | 0-0 |
| 0-0 | Godoy Cruz-San Martín (M)        | 0-0 |
| 1-0 | Juv. Antoniana-San Martín (SJ)   | 0-0 |
| 1-4 | El Porvenir-Instituto            | 1-2 |

| Ap. | Nº11                            | Cl. |
| 6-0 | Instituto-Juv. Antoniana        | 2-2 |
| 3-0 | Gimnasia (J)-Godoy Cruz         | 3-2 |
| 2-1 | Alm. Brown (A)-Def. de Belgrano | 1-2 |
| 1-1 | Defensa y Just.-El Porvenir     | 0-1 |
| 3-2 | Atl.de Rafaela-Huracán (TA)     | 2-1 |
| 2-2 | San Martín (M)-Quilmes          | 0-1 |
| 2-1 | Almagro-CAI                     | 3-0 |
| 2-1 | Gimnasia (ER)-Belgrano (Cba)    | 0-5 |
| 5-3 | Los Andes-Dep. Español          | 1-1 |
| 3-1 | Argentinos Jrs.-San Martín (SJ) | 2-0 |

| Ap. | Nº14                            | Cl. |
| 0-1 | Belgrano (Cba)-Def. de Belgrano | 0-0 |
| 0-0 | Juv. Antoniana-Defensa y Just.  | 0-1 |
| 3-0 | Godoy Cruz-Dep. Español         | 3-1 |
| 2-0 | El Porvenir-Almirante Brown     | 0-0 |
| 2-1 | Quilmes-Gimnasia (J)            | 0-0 |
| 0-1 | CAI-Atl.de Rafaela              | 3-1 |
| 1-0 | Argentinos Jrs.-Instituto       | 0-0 |
| 0-2 | San Martín (SJ)-San Martín (M)  | 1-2 |
| 5-1 | Huracán (TA)-Gimnasia (ER)      | 0-2 |
| 2-1 | Almagro-Los Andes               | 2-2 |

| Ap. | Nº17                            | Cl. |
| 1-2 | Atl.de Rafaela-Almagro          | 1-1 |
| 2-0 | Gimnasia (J)-San Martín (SJ)    | 1-0 |
| 2-0 | San Martín (M)-Instituto        | 0-0 |
| 0-0 | Def. de Belgrano-Huracán (TA)   | 0-1 |
| 3-3 | Defensa y Just.-Argentinos Jrs. | 0-2 |
| 0-1 | Alm. Brown (A)-Juv. Antoniana   | 2-0 |
| 0-6 | Dep. Español-Quilmes            | 1-2 |
| 3-1 | Belgrano (Cba)-El Porvenir      | 2-0 |
| 4-1 | Gimnasia (ER)-CAI               | 2-3 |
| 3-2 | Los Andes-Godoy Cruz            | 1-1 |

| Ap. | N.º 3                            | Cl. |
| 2-0 | Atl.de Rafaela-Gimnasia (J)      | 1-0 |
| 1-0 | Los Andes-Defensa y Just.        | 1-1 |
| 2-0 | Argentinos Jrs.-Def. de Belgrano | 3-1 |
| 4-2 | Instituto-Alm. Brown (A)         | 1-2 |
| 0-2 | CAI-Godoy Cruz                   | 0-1 |
| 4-1 | Quilmes-Huracán (TA)             | 0-2 |
| 1-1 | San Martín (M)-Gimnasia (ER)     | 0-4 |
| 1-1 | San Martín (SJ)-Belgrano (Cba)   | 0-1 |
| 2-0 | Juv. Antoniana-El Porvenir       | 2-1 |
| 0-1 | Almagro-Dep. Español             | 2-0 |

| Ap. | N.º 6                           | Cl. |
| 1-0 | Def. de Belgrano-San Martín (M) | 2-5 |
| 4-0 | Gimnasia (ER)-Gimnasia (J)      | 3-3 |
| 4-0 | Quilmes-CAI                     | 2-1 |
| 0-2 | Alm. Brown (A)-Defensa y Just.  | 1-2 |
| 0-1 | El Porvenir-Argentinos Jrs.     | 0-2 |
| 5-0 | Godoy Cruz-Almagro              | 0-1 |
| 2-2 | Belgrano (Cba)-Instituto        | 0-0 |
| 1-1 | Juv. Antoniana-Los Andes        | 2-0 |
| 1-1 | Huracán (TA)-San Martín (SJ)    | 0-2 |
| 0-1 | Dep. Español-Atl.de Rafaela     | 2-2 |

| Ap. | N.º 9                          | Cl. |
| 1-1 | Atl.de Rafaela-Godoy Cruz      | 2-5 |
| 1-1 | Los Andes-Alm. Brown (A)       | 3-4 |
| 1-0 | Defensa y Just.-Belgrano (Cba) | 1-3 |
| 0-2 | Instituto-Huracán (TA)         | 2-0 |
| 2-2 | Argentinos Jrs.-Juv. Antoniana | 0-2 |
| 2-3 | Gimnasia (ER)-Dep. Español     | 2-1 |
| 1-2 | San Martín (M)-El Porvenir     | 1-1 |
| 0-1 | San Martín (SJ)-CAI            | 0-1 |
| 2-1 | Gimnasia (J)-Def. de Belgrano  | 0-1 |
| 1-1 | Almagro-Quilmes                | 3-3 |

| Ap. | Nº12                          | Cl. |
| 2-1 | Huracán (TA)-Defensa y Just.  | 0-1 |
| 0-1 | Juv. Antoniana-San Martín (M) | 0-2 |
| 1-2 | Godoy Cruz-Gimnasia (ER)      | 3-0 |
| 1-1 | Quilmes-Atl.de Rafaela        | 2-3 |
| 0-0 | Def. de Belgrano-Dep. Español | 1-3 |
| 1-1 | El Porvenir-Gimnasia (J)      | 3-1 |
| 2-1 | Belgrano (Cba)-Alm. Brown (A) | 2-3 |
| 2-2 | CAI-Instituto                 | 0-1 |
| 0-0 | San Martín (SJ)-Almagro       | 2-4 |
| 3-1 | Argentinos Jrs.-Los Andes     | 3-1 |

| Ap. | Nº15                           | Cl. |
| 0-0 | Atl.de Rafaela-San Martín (SJ) | 0-0 |
| 2-1 | San Martín (M)-Argentinos Jrs. | 2-2 |
| 0-1 | Los Andes-Belgrano (Cba)       | 1-1 |
| 3-0 | Def. de Belgrano-Godoy Cruz    | 2-0 |
| 1-1 | Dep. Español-El Porvenir       | 0-1 |
| 1-1 | Alm. Brown (A)-Huracán (TA)    | 0-3 |
| 1-1 | Instituto-Almagro              | 0-5 |
| 2-0 | Gimnasia (J)-Juv. Antoniana    | 0-2 |
| 1-3 | Gimnasia (ER)-Quilmes          | 1-5 |
| 1-2 | Defensa y Just.-CAI            | 2-0 |

| Ap. | Nº18                          | Cl. |
| 0-2 | Huracán (TA)-Belgrano (Cba)   | 0-1 |
| 2-2 | San Martín (SJ)-Gimnasia (ER) | 0-0 |
| 0-0 | Juv. Antoniana-Dep. Español   | 1-1 |
| 1-1 | El Porvenir-Godoy Cruz        | 0-2 |
| 2-1 | CAI-Alm. Brown (A)            | 0-4 |
| 2-1 | Instituto-Atl.de Rafaela      | 1-1 |
| 2-0 | Argentinos Jrs.-Gimnasia (J)  | 1-2 |
| 1-2 | Quilmes-Def. de Belgrano      | 1-0 |
| 0-0 | San Martín (M)-Los Andes      | 2-0 |
| 0-5 | Almagro-Defensa y Just.       | 0-0 |

## Segundo ascenso
Al coronorse Atlético de Rafaela ganador de ambos torneos (Apertura y Clausura) y ascender, el otro ascenso directo a Primera lo disputaron el segundo (Argentinos Juniors) y el tercero (Quilmes) de la tabla general. 
| Quilmes                                                  | 1 - 0 | Argentinos Juniors | 28 de junio de 2003 |
| Argentinos Juniors                                       | 0 - 0 | Quilmes            | 5 de julio de 2003  |
| Quilmes ascendió a Primera División con un global de 1-0 |       |                    |                     |

## Promoción con Primera División
La disputaron entre los que ocuparon el decimoséptimo (Talleres (C)) y el decimoctavo (Nueva Chicago) del promedio del descenso de Primera División y Argentinos Juniors, perdedor del segundo ascenso, y San Martín (Mendoza), que obtuvo el cuarto puesto de la tabla general de la Primera B Nacional.
| San Martín (M)                                          | 0 - 1 | Talleres (C)   | 9 de julio de 2003  |
| Talleres (C)                                            | 1 - 0 | San Martín (M) | 13 de julio de 2003 |
| Talleres (C) conservó la categoría con un global de 2-0 |       |                |                     |

| Argentinos Juniors                                       | 0 - 1 | Nueva Chicago      | 9 de julio de 2003  |
| Nueva Chicago                                            | 2 - 0 | Argentinos Juniors | 13 de julio de 2003 |
| Nueva Chicago conservó la categoría con un global de 3-0 |       |                    |                     |

## Tabla de descenso
Fueron contabilizadas la presente temporada y las dos anteriores. Descendió el último equipo de cada una de las afiliaciones, mientras que el anteúltimo disputó una Promoción para mantener la categoría.

### Interior
| Pos  | Equipo                   | Promedio | 2000/01 | 2001/02 | 2002/03 | Total | PJ  |
| ---- | ------------------------ | -------- | ------- | ------- | ------- | ----- | --- |
| 1.º  | Instituto                | 1,759    | 71      | 59      | 60      | 190   | 108 |
| 2.º  | Atlético de Rafaela      | 1,675    | 45      | 59      | 77      | 181   | 108 |
| 3.º  | Huracán (TA)             | 1,552    | -       | 63      | 55      | 118   | 76  |
| 4.º  | San Martín (M)           | 1,509    | 51      | 50      | 62      | 163   | 108 |
| 5.º  | Gimnasia (J)             | 1,444    | 50      | 58      | 48      | 156   | 108 |
| 6.º  | Gimnasia y Esgrima (CdU) | 1,407    | 55      | 64      | 33      | 152   | 108 |
| 7.º  | Belgrano                 | 1,368    | -       | -       | 52      | 52    | 38  |
| 8.º  | Godoy Cruz               | 1,379    | 44      | 47      | 58      | 149   | 108 |
| 9.º  | Juventud Antoniana       | 1,351    | 43      | 51      | 52      | 146   | 108 |
| 10.º | San Martín (SJ)          | 1,324    | 50      | 57      | 36      | 143   | 108 |
| 11.º | CAI                      | 1,184    | -       | -       | 45      | 45    | 38  |
| 12.º | Almirante Brown (A)      | 1,175    | 50      | 44      | 33      | 127   | 108 |

|  | Jugó la Promoción contra un equipo del Torneo Argentino A. |
|  | Descendió al Torneo Argentino A.                           |

### Metropolitana
| Pos | Equipo                 | Promedio | 2000/01 | 2001/02 | 2002/03 | Total | PJ  |
| --- | ---------------------- | -------- | ------- | ------- | ------- | ----- | --- |
| 1.º | Argentinos Juniors     | 1,947    | -       | -       | 74      | 74    | 38  |
| 2.º | Quilmes                | 1,790    | 50      | 65      | 64      | 179   | 100 |
| 3.º | Defensa y Justicia     | 1,410    | 29      | 57      | 55      | 141   | 100 |
| 4.º | Defensores de Belgrano | 1,381    | -       | 56      | 49      | 105   | 76  |
| 5.º | Almagro                | 1,302    | -       | 40      | 59      | 99    | 76  |
| 6.º | Los Andes              | 1,236    | -       | 49      | 45      | 94    | 76  |
| 7.º | El Porvenir            | 1,200    | 19      | 59      | 42      | 120   | 100 |
| 8.º | Deportivo Español      | 0,815    | -       | --      | 31      | 31    | 38  |

|  | Jugó la Promoción contra un equipo de la Primera B Metropolitana. |
|  | Descendió a la Primera B Metropolitana.                           |

## Descensos
Descendieron los dos peores equipos con promedio por zona: Almirante Brown (Arrecifes) (Interior, indirectamente afiliado) y Deportivo Español (Metropolitana, directamente afiliado a AFA).

## Promoción con Primera B y Torneo Argentino A
Comisión de Actividades Infantiles, por la zona Interior, y El Porvenir, por la Metropolitana, disputaron las promociones contra Racing (Córdoba) y All Boys, respectivamente. Los equipos que estaban en Primera B Nacional tuvieron ventaja deportiva.
| Racing (Córdoba)                                                              | 1 - 1 | Comisión de Actividades Infantiles | 6 de julio de 2003  |
| Comisión de Actividades Infantiles                                            | 3 - 2 | Racing (Córdoba)                   | 13 de julio de 2003 |
| Comisión de Actividades Infantiles conservó la categoría con un global de 4-3 |       |                                    |                     |

| All Boys                                                | 1 - 1 | El Porvenir | 12 de julio de 2003 |
| El Porvenir                                             | 1 - 1 | All Boys    | 19 de julio de 2003 |
| El Porvenir conservó la categoría por ventaja deportiva |       |             |                     |